# Lotte Kopecky

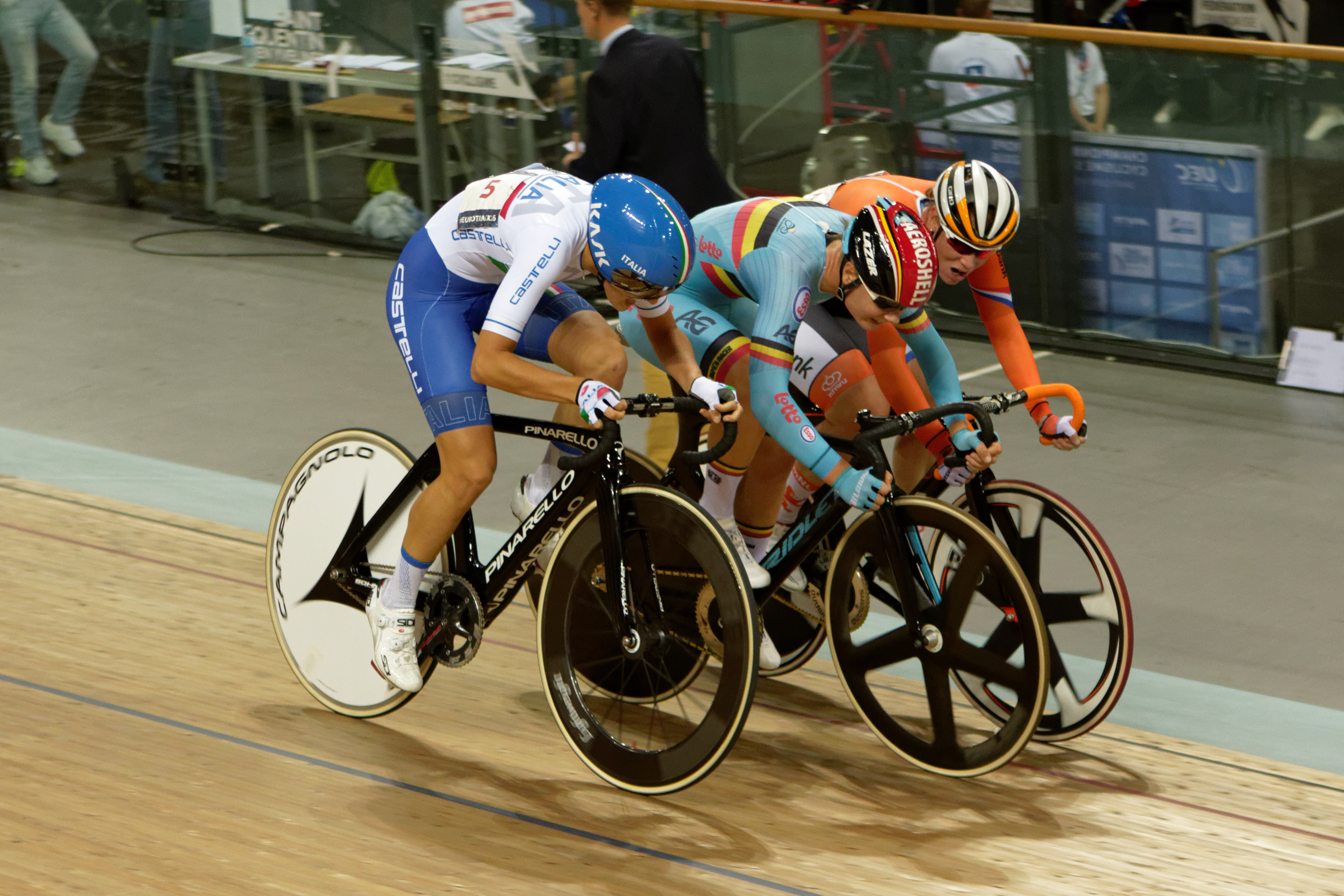
Kopecky (M.) im Zweier-Mannschaftsfahren der Bahn-EM 2016

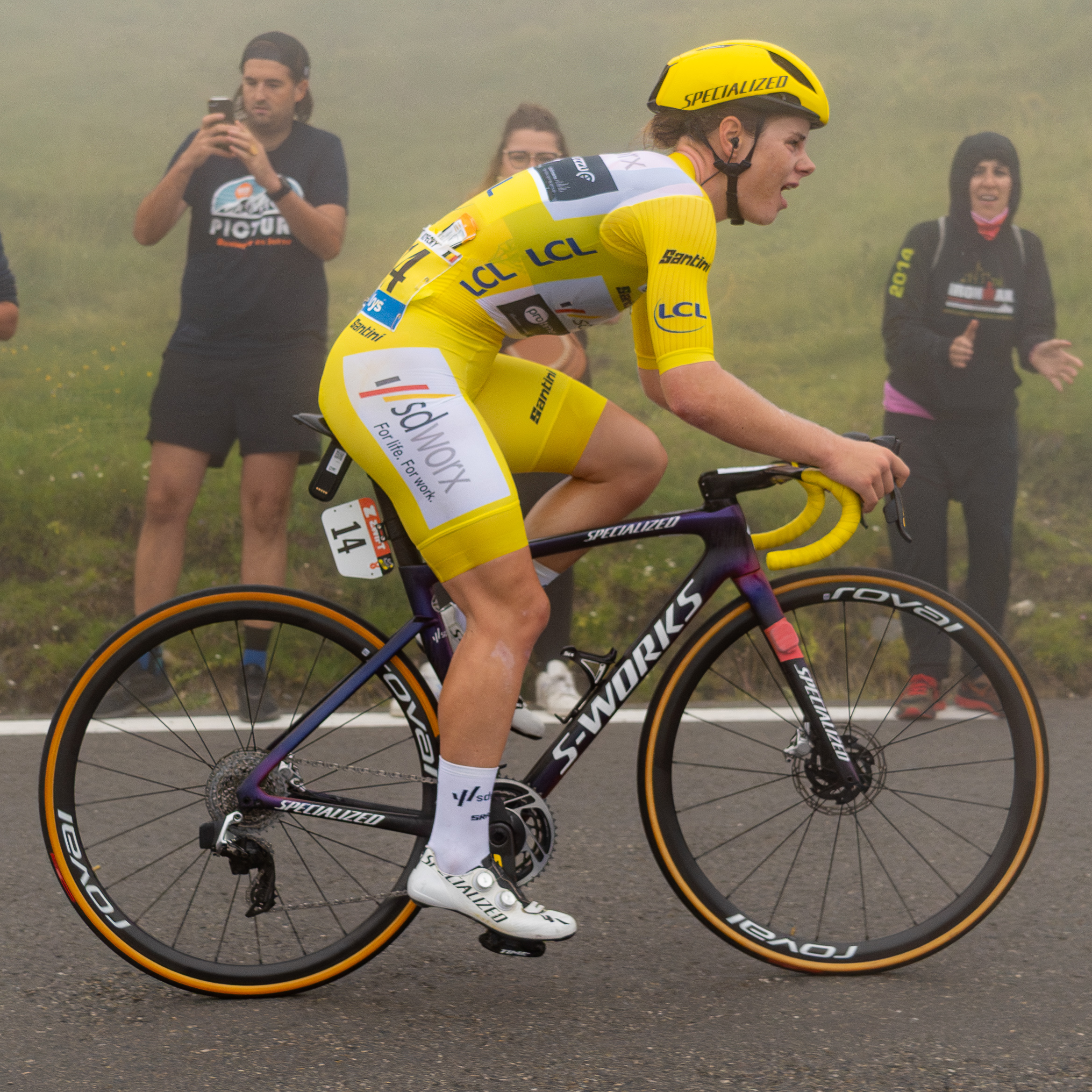
Kopecky im Gelben Trikot bei der Auffahrt zum Tourmalet während der Tour de France Femmes 2023

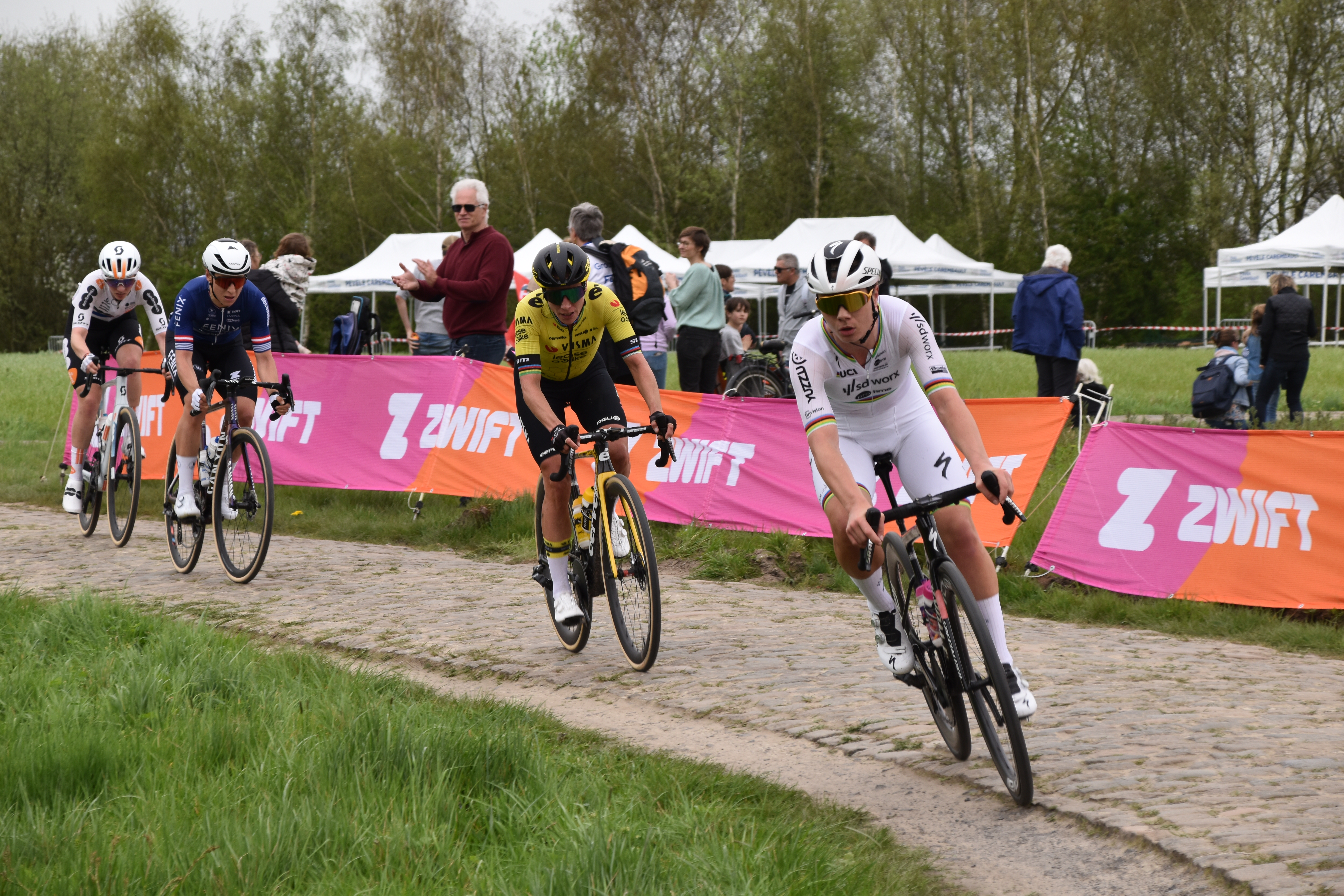
Kopecky bei Paris–Roubaix Femmes 2024

Lotte Kopecky (* 10. November 1995 in Rumst) ist eine belgische Radsportlerin. Sie ist die dominierende Radrennfahrerin ihres Landes auf Bahn und Straße seit Mitte der 2010er Jahre, zweifache Weltmeisterin im Straßenrennen (2023, 2024) und mehrfache Weltmeisterin auf der Bahn.

## Sportliche Laufbahn
Lotte Kopecky begann mit dem Radsport im Alter von neun Jahren, als ihr Bruder Seppe (1993–2023) Cyclocrossrennen bestritt und sie seinem Vorbild folgte. Es folgte der Besuch einer Topsportschool, an der sie Unterricht und Training miteinander verbinden konnte. Da Cyclocross nicht olympisch ist, konzentrierte sie sich bald auf den Bahn- und den Straßenradsport.
2010 errang Kopecky ihre ersten nationalen Titel, als sie belgische Jugend-Meisterin in der Einerverfolgung auf der Bahn sowie im Einzelzeitfahren auf der Straße wurde. 2013 wurde sie Junioren-Europameisterin in Verfolgung und Punktefahren.
2016 wurde Lotte Kopecky für die Straßen-Wettbewerbe der Olympischen Spiele in Rio de Janeiro nominiert. Im Einzelzeitfahren sowie im Straßenrennen war sie mit 20 Jahren die jüngste Starterin. Nach einer Alleinfahrt an der Spitze über 65 Kilometer mit einem zeitweisen Vorsprung von bis zu vier Minuten belegte sie Platz 45 im Straßenrennen; dadurch war sie anderthalb Stunden prominent im Fernsehen zu sehen. Im Zeitfahren wurde sie 21. Im selben Jahr holte Kopecky ihren ersten Titel in der Elite, als sie gemeinsam mit Jolien D’hoore bei den Bahn-Europameisterschaften die Goldmedaille im erstmals für Frauen ausgetragenen Zweier-Mannschaftsfahren gewann. Im Jahr darauf errangen die beiden Sportlerinnen gemeinsam den WM-Titel in dieser Disziplin.
2018 gewann Kopecky eine Etappe der Lotto Belgium Tour und deren Punktewertung, in der Gesamtwertung belegte sie Rang drei. Im folgenden Jahr  gewann sie gemeinsam mit Jolien D’hoore beim Lauf des Bahnrad-Weltcups in Cambridge das Zweier-Mannschaftsfahren. Auf der Straße wurde sie 2020 und 2021 zweifache belgische Meisterin im Straßenrennen sowie im Einzelzeitfahren. 2020 gewann sie eine Etappe des Giro d’Italia Donne, 2021 die Gesamtwertung der Lotto Belgium Tour. Auf der Bahn wurde sie 2021 Weltmeisterin im Punktefahren.
Zur Saison 2022 wechselte Kopecky zum Team SD Worx, wo sie ihr bis dahin erfolgreichstes Jahr absolvierte. Sie gewann im Zweiersprint vor Annemiek van Vleuten die Strade Bianche und damit ihr erstes Eintagesrennen der UCI Women’s WorldTour und kurz darauf die Flandern-Rundfahrt. Bei Paris-Roubaix Femmes belegte sie Rang zwei. Sie wurde belgische Zeitfahrmeisterin und entschied eine Etappe der Vuelta a Burgos für sich. Im September des Jahres belegte sie bei den Weltmeisterschaften im Straßenrennen Platz zwei. Auch auf der Bahn war sie erfolgreich: Sie wurde Europameisterin im Ausscheidungsfahren und schließlich zweifache Weltmeisterin im Ausscheidungsfahren sowie mit Shari Bossuyt im Zweier-Mannschaftsfahren.
Im Februar 2023 wurde Kopecky Bahneuropameisterin im Ausscheidungsfahren und gewann rund zwei Wochen später auf der Straße das WorldTour-Rennen Omloop Het Nieuwsblad. Bei den Strade Bianche wurde sie im Zweiersprint durch ihre Teamkollegin Demi Vollering  geschlagen. Sie wiederholte ihren Vorjahressieg der Flandern-Rundfahrt, indem sie sechs Kilometer vor dem Ziel ihre letzten Begleiterinnen abschüttelte. Sie gewann durch einen Angriff kurz vor dem Ziel die hügelige 1. Etappe der Tour de France Femmes 2023 und verteidigte die Gesamtführung bis zur vorletzten Etappe mit Bergankunft am Col du Tourmalet, bei der sie Tagessechste wurde und die Führung an Vollering verlor. Sie beendete die Rundfahrt nach dem dritten Rang im Abschlusszeitfahren auf Platz zwei der Gesamtwertung und als Gewinnerin der Punktewertung. Zwei Wochen darauf gewann sie die Weltmeisterschaften im Straßenrennen in Glasgow.
Bei den Bahnradsport-Europameisterschaften 2024 im Januar des Jahres wurde sie zweifache Europameisterin, indem sie die unmittelbar nacheinander ausgetragenen Rennen des Punkte- und Ausscheidungsfahrens gewann; im Zweier-Mannschaftsfahren gewann sie mit Katrijn De Clercq zudem Silber. Anfang Februar gewann sie bei ihrem ersten Straßenrennen der Saison, der UAE Tour, die Etappe auf den Dschabal Hafit und die Gesamtwertung, womit sie sich nach dem sechsten Platz am Tourmalet endgültig auch als Bergfahrerin etablierte. Im April 2024 gewann Kopecky die vierte Austragung des Straßenrennens Paris–Roubaix Femmes.
Im Juli 2024 wurde Kopecky für die Teilnahme an den Olympischen Spielen 2024 in Paris nominiert, zum Start auf der Bahn wie auf der Straße. Im olympischen Einzelzeitfahren landete sie dabei auf dem sechsten Rang; gut eine Woche später holte sie im Straßenrennen Bronze. Im Omnium-Wettbewerb auf der Bahn wurde sie Vierte.
Im Herbst des Jahres gewann Kopecky den Europameistertitel im Zeitfahren vor Heimpublikum bei den Straßenradsport-Europameisterschaften 2024.

## Ehrungen
2020, 2021 und 2022 wurde Lotte Kopecky mit der Flandrienne-Trofee ausgezeichnet.
Im März 2025 wurde Kopecky im Rathaus von Brüssel mit der Nationale Trofee voor Sportverdienste geehrt. Die Trophäe wurde ihr von Prinzessin Astrid von Belgien überreicht.

## Erfolge

### Bahn
2010
- Belgische Jugend-Meisterin – Einerverfolgung

2013
- Junioren-Europameisterin – Einerverfolgung, Punktefahren
- Junioren-Europameisterschaft – Mannschaftsverfolgung (mit Kaat Van Der Meulen, Saartje Vandenbroucke und Jesse Vandenbulcke)

2014
- U23-Europameisterschaft – Einerverfolgung
- Belgische Meisterin – Einerverfolgung

2015
- Belgische Meisterin – Einerverfolgung

2016
- Europameisterin – Zweier-Mannschaftsfahren (mit Jolien D’hoore)
- Europameisterin – Omnium
- Europameisterin (U23) – Punktefahren, Omnium
- Belgische Meisterin – Omnium

2017
- Weltmeisterin – Zweier-Mannschaftsfahren (mit Jolien D’hoore)
- Bahnrad-Weltcup in Cali – Omnium
- Bahnrad-Weltcup in Pruszków – Punktefahren, Zweier-Mannschaftsfahren (mit Jolien D’hoore)
- Belgische Meisterin – Scratch, Punktefahren, Omnium

2018
- Belgische Meisterin – Punktefahren, Omnium

2019
- Bahnrad-Weltcup in Cambridge – Zweier-Mannschaftsfahren (mit Jolien D’hoore)

2021
- Weltmeisterin – Punktefahren
- Weltmeisterschaft – Ausscheidungsfahren, Omnium

2022
- Europameisterin – Ausscheidungsfahren, Punktefahren
- Weltmeisterin – Ausscheidungsfahren, Zweier-Mannschaftsfahren (mit Shari Bossuyt)

2023
- Europameisterin – Ausscheidungsfahren
- Europameisterschaft – Omnium
- Weltmeisterin – Ausscheidungsfahren, Punktefahren
- Weltmeisterschaft – Omnium
- Belgische Meisterin – Einerverfolgung, Punktefahren, Scratch, Omnium

2023/24
- Belgische Meisterin – Punktefahren, Scratch, Omnium

2024
- Europameisterin – Punktefahren, Ausscheidungsfahren
- Europameisterschaften – Zweier-Mannschaftsfahren (mit Katrijn De Clercq)
- Weltmeisterschaft – Punktefahren

### Straße
2010
- Belgische Jugend-Meisterin – Einzelzeitfahren

2011
- Belgische Jugend-Meisterin – Einzelzeitfahren

2012
- Belgische Junioren-Meisterin – Einzelzeitfahren

2014
- Belgische Meisterin (U23) – Einzelzeitfahren

2016
- Belgische Meisterin (U23) – Einzelzeitfahren
- Trofee Maarten Wynants

2017
- Belgische Meisterin (U23) – Einzelzeitfahren

2018
- eine Etappe und Punktewertung Lotto Belgium Tour
- Belgische Meisterin – Mannschaftszeitfahren

2019
- Vuelta a la Comunitat Valenciana
- Belgische Meisterin – Einzelzeitfahren
- MerXem Classic

2020
- Belgische Meisterin – Straßenrennen, Einzelzeitfahren
- eine Etappe Giro d’Italia Donne

2021
- Le Samyn des Dames
- eine Etappe und Punktewertung Thüringen Ladies Tour
- Belgische Meisterin – Straßenrennen, Einzelzeitfahren
- Gesamtwertung, eine Etappe und Punktewertung Lotto Belgium Tour
- eine Etappe und  Punktewertung Madrid Challenge by La Vuelta
- eine Etappe Trophée des Grimpeuses

2022
- Strade Bianche
- Ronde van Vlaanderen
- Belgische Meisterin – Einzelzeitfahren
- Weltmeisterschaft – Straßenrennen
- eine Etappe und Punktewertung Vuelta a Burgos

2023
- Omloop Het Nieuwsblad 2023
- Nokerse Koerse
- Ronde van Vlaanderen
- Veenendaal–Veenendaal Classic
- Gesamtwertung, eine Etappe und Punktewertung Thüringen Ladies Tour
- Dwars door het Hageland
- Belgische Meisterin – Einzelzeitfahren, Straßenrennen
- eine Etappe und  Punktewertung Tour de France Femmes
- Weltmeisterin – Straßenrennen
- Gesamtwertung und zwei Etappen Simac Ladies Tour

2024
- Gesamtwertung, eine Etappe und Sprintwertung UAE Tour
- Strade Bianche
- Nokerse Koerse
- Paris–Roubaix
- Gesamtwertung, zwei Etappen und Punktewertung Tour of Britain
- Belgische Meisterin – Einzelzeitfahren, Straßenrennen
- eine Etappe und  Punktewertung Giro Donne
- Olympisches Straßenrennen
- Gesamtwertung und Bergwertung Tour de Romandie
- Europameisterin – Einzelzeitfahren
- Weltmeisterin – Straßenrennen
- Gesamtwertung und eine Etappe Simac Ladies Tour

2025
- Flandern-Rundfahrt
- Belgische Meisterin – Einzelzeitfahren

### Gravel
2024
- Weltmeisterschaften – Gravelrennen